# Юминов, Игорь Иванович
Игорь Иванович Юминов (2 февраля 1970) — советский и российский футболист, защитник.

## Биография
Воспитанник футбольного спецкласса 56-й школы г. Ижевска, где занимался, в частности, вместе со своим однофамильцем Сергеем Юминовым. В 1987 году начал играть на взрослом уровне в клубе второй лиги СССР «Зенит» (Ижевск), затем некоторое время выступал в соревнованиях КФК и в клубе второй лиги «МЦОП-Металлург» (Верхняя Пышма). В двух последних сезонах первенства СССР был игроком основного состава ижевского «Зенита».
В 1992 году перешёл в тираспольский «Тилигул», заслуживший по итогам прошлого сезона право на выход в советскую высшую лигу, но из-за распада СССР выступавший теперь в чемпионате Молдавии. За два календарных года футболист провёл 58 матчей и забил 10 голов в высшей лиге, становился серебряным призёром чемпионата страны (1992, 1992/93), обладателем (1992/93) и финалистом (1992) Кубка Молдавии. В сезоне 1993/94 играл только в осенней части, клуб по итогам сезона снова взял серебро чемпионата и Кубок страны.
В начале 1994 года вернулся в Россию, выступал во втором дивизионе за ижевские Газовик-Газпром и «Зенит» и чайковскую «Энергию». В 1999 году вернулся в «Газовик-Газпром», игравший в первом дивизионе и провёл за сезон 23 матча, а в следующем сезоне перестал попадать в состав. В начале 2001 года объявлял о завершении профессиональной карьеры, но в итоге провёл ещё полсезона в клубе «Березники», дебютировавшем во втором дивизионе. В дальнейшем играл за любительские команды.
Всего в первенствах СССР, Молдавии и России провёл более 350 матчей. За клубы Ижевска сыграл 213 матчей в чемпионатах.

## Достижения
- Серебряный призёр чемпионата Молдавии: 1992, 1992/93
- Обладатель Кубка Молдавии: 1992/93
- Финалист Кубка Молдавии: 1992